# Magnolia globosa
Espèce
Statut de conservation UICN

 LC  : Préoccupation mineure
Magnolia globosa est une espèce de plantes à fleurs de la famille des Magnoliaceae. C'est un arbre originaire d'Asie.

## Description
C'est un petit arbre de 7 à 10 mètres de haut.

## Répartition et habitat
C'est une plante originaire d'Asie (Bhoutan, sud-ouest de la Chine (Sichuan, Xizang (Tibet), Yunnan), nord-est de l'Inde (Assam, Sikkim), nord de la Birmanie et est du Népal).

## Liste des sous-espèces et variétés
Selon World Checklist of Selected Plant Families (WCSP) (31 décembre 2013) :
- Magnolia globosa Hook.f. & Thomson (1855)

Selon Tropicos (31 décembre 2013) (Attention liste brute contenant possiblement des synonymes) :
- sous-espèce Magnolia globosa subsp. wilsonii (Finet & Gagnep.) J. Li
- variété Magnolia globosa var. sinensis Rehder & E.H. Wilson